# Saskia Beinhard
Saskia Beinhard, née le 2 mars 1999 à Munich, est une joueuse de squash représentant l'Allemagne. Elle atteint en mai 2025 la 61e place mondiale sur le circuit international, son meilleur classement. Elle est championne d'Allemagne en 2020 et de 2022 à 2025.

## Palmarès

### Titres
- Championnats d'Allemagne : 5 titres (2020, 2022-2025)